# Grijze zee
De Grijze zee is een zee in de wereld van Thorgal, de stripserie die door Jean Van Hamme is bedacht en door Grzegorz Rosiński voor het eerst in beeld werd gebracht. Een deel van de verhalen uit de serie spelen zich af op de Grijze zee. Thorgal wordt als kind gevonden bij een storm op de zee als hij aanspoelt in een reddingsboei. Het Vikingdorp waar Thorgal opgroeit ligt in een fjord die uitkomt in de Grijze zee, en het eiland dat door hem en zijn gezin later wordt bewoond bevindt zich in de zee. De Grijze zee ontleent zijn naam aan de kleur van het water.   